# Château de Saint-Ouen de Chemazé
Pour les articles homonymes, voir Château de Saint-Ouen.
Le château de Saint-Ouen est un édifice de style Louis XII, situé sur la commune de Chemazé dans le département de la Mayenne.

## Historique

### Désignation
- Capella Sancti Audoeni apud Chamazeium, 1184[2] ;
- Le lieu de Saint Ouan, 1505[3] ;
- Manerium de Chamazeio, 1522[4] ;
- Domus abbatialis Sancti Audoeni, 1584[5] ;
- La terre, fief et seigneurie du prieuré de Saint-Ouen, 1645[6] ;
- Village et château[7].

### Histoire

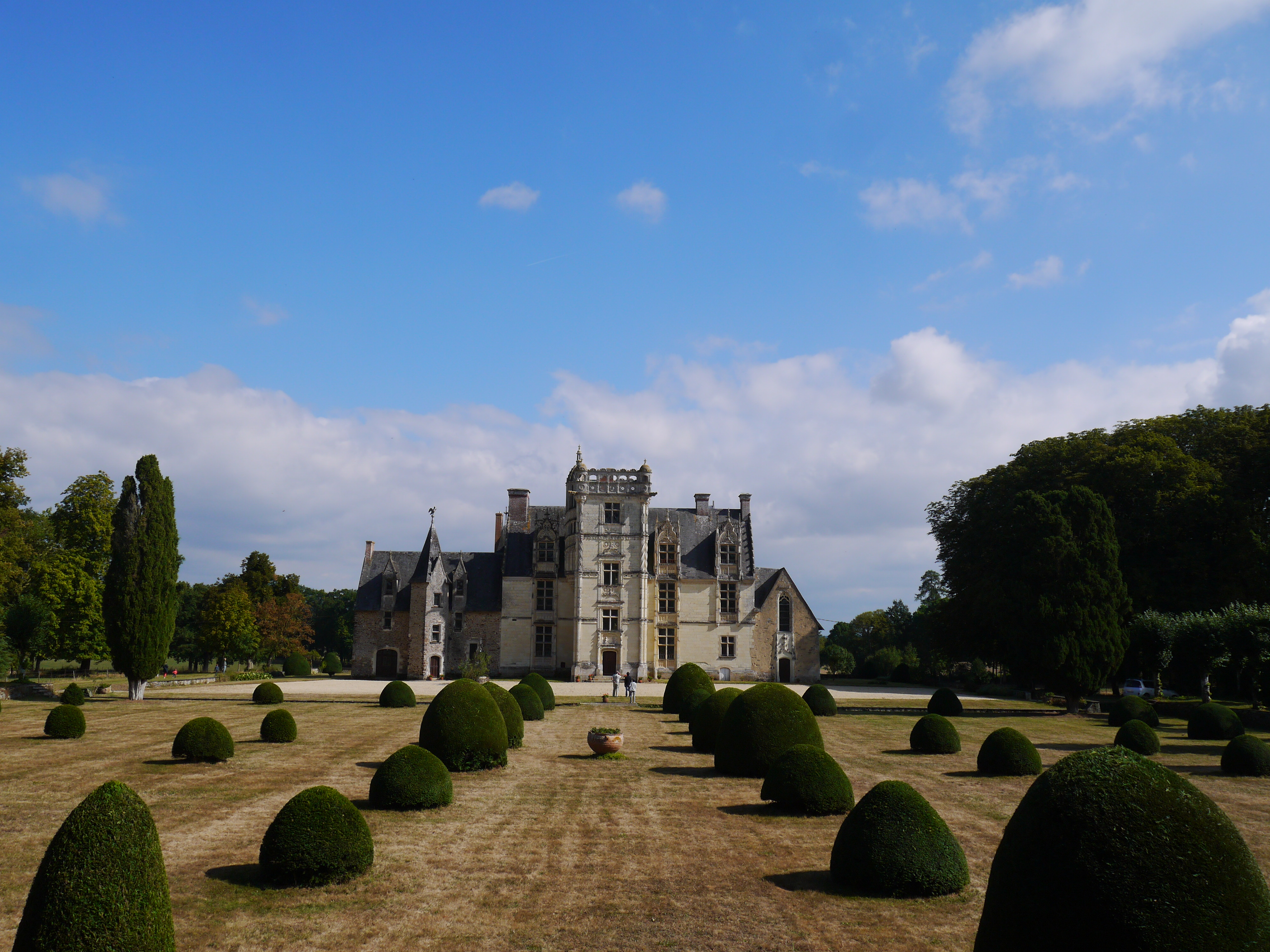
Le château et son parc.

À la fin du XIIe siècle, il y avait à l'emplacement du château une chapelle qui dépendait de l'abbaye de la Roë. Elle a été restaurée au XVe siècle. Après la mort le l'abbé de la Roë, Yves de Scépeaux, les chanoines réguliers de l'abbaye ont choisi son neveu, Guy Le Clerc de Coulaines comme abbé de la Roë (1493-1523). Celui-ci était le fils de Louis Le Clerc, seigneur de Coulaines, capitaine pour le roi Charles VII du château de Sainte-Colombe en Viennois et de Jacquette de Scépeaux.
Guy Le Clerc , voulut établir là sa résidence. Il fit avec l'abbaye en 1505, des arrangements qui lui laissaient la jouissance entière du domaine et abandonna au prieur-curé de Chemazé le lieu de Saint-Aubin-des-Bois. C'est alors qu'il entreprit d'édifier le manoir de Saint-Ouen, d'ailleurs assez modeste. Mais au cours des travaux, une inspiration personnelle de ses goûts d'artiste, ou le conseil d'un ami, ou une circonstance quelconque lui firent ajouter au plan primitif un accessoire, qui, par ses proportions et son luxe, fait presque oublier le principal édifice. Enfin, l'abbé Angot signale qu'il trouvait dans le cercle de ses amis, Simon Hayeneuve, capable de donner le dessin et de diriger l'exécution de la tour carrée du château de Saint-Ouen de Chemazé.
La tour carrée où circule l'escalier, si vaste et si riche, s'adapterait à un palais. Plusieurs écrivains, d'imagination surchauffée, n'ont pas voulu croire qu'une œuvre aussi belle, aussi finie, fût exécutée par un abbé de la Roë : ils l'ont attribuée à la reine Anne de Bretagne.
La date qu'on attribue à la construction est approximativement celle de 1505 où Guy Le Clerc prenait avec le prieur de Chemazé les arrangements qui lui donnaient la jouissance du domaine de Saint-Ouen. Il eut soin de faire graver son chiffre dans tous les détails de l'ornementation, et ce sont les roues, armoiries parlantes de l'abbaye de la Roë, qui servent de motif décoratif à la galerie supérieure. Il est bien vrai d'ailleurs que les armoiries de France et de Bretagne, le lis et l'hermine sont là comme un témoignage de l'attachement de l'aumônier pour sa souveraine.
Afin de ne pas couper les fenêtres par la rampe de l'escalier, celles-ci ont été disposées non au-dessus mais au milieu du bandeau qui figure la séparation des étages ; et pour laisser libre l'étage supérieur disposé primitivement en belvédère, l'escalier arrivé à cette hauteur se jette extérieurement dans une tourelle en encorbellement qui atteint la terrasse, entourée d'une balustrade, riche couronnement de cet édifice
Dès lors que le constructeur avait renoncé à la simplicité de son premier plan, les appartements intérieurs devaient se ressentir du luxe artistique innové pour la tour et l'escalier. C'est ce qu'on remarque surtout dans l'une des chambres, dont la cheminée au chiffre répété de Guy Le Clerc, est admirablement dessinée et sculptée. La large frise est surtout fouillée avec un soin et un art remarquable.
Guy Le Clerc, se plut dans ce manoir abbatial, malgré ses attaches à la cour, et sa nomination à l'évêché de Léon. Deux ans avant sa mort, il s'y fixa définitivement et c'est là qu'il mourut. Ses successeurs affectionnèrent encore cette résidence.
La date inscrite en un vitrail au-dessous d'une image de la Vierge, 1604, Beata maria de Rota, suppose qu'encore le gracieux castel était visité. Mais quand les abbés furent des personnages absolument étrangers à la région et à leur bénéfice, Saint-Ouen fut délaissé, livré à un fermier général, puis vendu nationalement, le 14 mars 1791, pour 28 000 livres.
Il est devenu par la suite la propriété du comte de Sèze, qui s'attacha à en réparer les dégradations et à lui rendre son lustre ancien.
Une note du cabinet Grille à la bibliothèque d'Angers nous apprend aussi qu'il y a un très beau dessin de ce château dans les mémoires envoyés à l'Académie des inscriptions et belles-lettres, 1818.
Quoiqu'on l'ait qualifié quelquefois de prieuré, Saint-Ouen ne fut jamais qu'une simple chapelle, confirmée à l'abbaye de la Roë en 1184 ; on ne cite aucun nom de prieur qui l'ait possédée. Un fief, dont les assises se tiennent régulièrement jusqu'au XVIIe siècle, y était attaché, mouvant de Château-Gontier.
Le monument fait l’objet d’un classement au titre des monuments historiques depuis le 13 décembre 1923 pour le logis et la tour et classé le 4 mai 1944 pour le pavillon nord et la chapelle.